# スティーブ・ジャクソン・ゲームズ
スティーブ・ジャクソン・ゲームズ (Steve Jackson Games) は、アメリカのゲーム製作会社・出版社である。テキサス州オースティンに所在する。ゲームデザイナーとして著名なスティーブ・ジャクソンが1980年に設立した。略称は SJ Games または SJG である。

## 概要
かつてスティーブ・ジャクソンの製作するゲームはメタゲーミング社の製品として販売されていた。ガープスの前身となった「ファンタジー・トリップ」(The Fantasy Trip, TFT) も当時の作品である。しかしジャクソンは、メタゲーミング社と袂を分かち、自分自身でゲームを製作・販売する会社を興した。それがスティーブ･ジャクソン･ゲームズ（以下SJG）である。同社はボードゲーム・カードゲーム・テーブルトークRPGなどのゲームをデザインし、自社で出版している。さらに、他社の製品も含めて、通信販売やダウンロード販売も行っている。
1990年代に同業他社の多くが合併・売却・倒産などによって表舞台から退く中でも変わらず生き残り、2000年代に入る頃には、アメリカのゲーム業界で中堅どころと呼んで差し支えない存在になった。その一方、社員は数十人に過ぎず、ネットなどに発信されている情報からはかなり家庭的な雰囲気がうかがえる。また、ユーザーへのサポートはアメリカの同業他社と比べても手厚い方である。

### 製品の特色
SJG社の製品は、そのほとんどがSF・ファンタジーものである。加えて、ユーモアや諧謔を強く見せているものが多い。また、6面以外のサイコロを必要とする製品を発売したことがない点も特徴と言える。代表作としては『カー・ウォーズ』・『イルミナティ』・『ガープス』が挙げられる。特に、カー・ウォーズは同社初の製品である。
なお、スティーブ・ジャクソン自身がデザインしたゲームは製品の一部でしかない。例えば、カー・ウォーズもジャクソンによるものではない。しかし毎年の新製品で何作かはジャクソンによるものであるし、同社の製品が持つ傾向はジャクソンの影響によるものと思われる。

### ネットの活用
SJG社はアメリカのゲーム出版社の中でも、いち早くインターネットを活用してきた。
その歴史はインターネットの普及以前、パソコン通信の時代にまでさかのぼる。まず、1986年より「Illuminati BBS」と名付けたBBSを運営を開始した。このBBSによってSJG社はユーザーへの情報提供・正誤表の配布・ユーザーとの交流などを行うことができた。
1993年、この掲示板はインターネット上に移行し「Illuminati Online」と名を変えた。これはさらに拡大し、ISPとなった。ただし、このISP事業としての Illuminati Online はのちに分離して別会社となり、2004年には地元オースティンの他のISPによって買収され消滅している。
インターネットへ移行したSJG社は、公式ウェブサイトを整備して情報発信を行うだけでなく、オンライン雑誌「Pyramid」を開始した。さらにその後、通信販売を行う「Warehouse23」、PDF文書やソフトウェアのダウンロード販売を行う「e23」を開設している。

### 強制捜査
1990年3月、テキサス州オースティンにあるSJGのオフィスはシークレット・サービスの強制捜査を受けた。『GURPS・サイバーパンク』原書の原稿が押収されたが、これは単なる偶然であり実際には強制捜査の目的とは全く関係がなかった。この強制捜査はコンピュータ犯罪の全国調査、サンデヴィル作戦と関係があると思われがちだが、サンデヴィルはアリゾナを本拠とし、スティーブ・ジャクソンへの強制捜査はシカゴの外で調整されていた。SJG社の表明によれば、これは社員の1人がコンピュータ犯罪に関する怪しげなBBSに関与していたことを理由とするものだった。しかし実際の捜査は、それと無関係なSJG社のBBS（前述の Illuminati BBS）に使われていた機材などを押収しており、捜査理由は数ヵ月に渡って開示されていなかった。この捜査は大きな損害を与えた。当時、金銭的に苦しい状況にあったSJG社は、新製品『ガープス・サイバーパンク』の出版を急いでいた。押収されたコンピュータ類には、その原稿や資料が納められていた。その結果、新製品の発売予定を見直し、人員削減も行われた。その後、SJG社はシークレット・サービスに対して訴訟を行い、勝訴している。3年余りが過ぎた後、連邦裁判所は、この強制捜査はぞんざいであり違法で完全に不当であると裁定を下し、SJGに損害賠償として5万ドル、弁護士費用として25万ドルを支払う決定をした。サイバーパンクの作家ブルース・スターリングはノンフィクション小説 The Hacker Crackdown: Law and Disorder on the Electronic Frontier でこの事件を論じた。この訴訟は電子フロンティア財団の設立の促進のほかに、新しいゲーム 「ハッカー」 を生み出すことに一役買った。

## 日本との関係
SJG社の製品はいくつかが日本語に翻訳・販売されている。それらを以下に挙げる。
- カー・ウォーズ - ホビージャパンにより翻訳・販売された。シリーズの一部ではあるが、相当数の製品が日本語化された。
- オーガー - 同じくホビージャパンが翻訳・販売。
- ハッカー（英語版） - ホビージャパンがルールのみ日本語訳して販売した。
- ガープス - グループSNEにより翻訳され、角川書店よりガープス第3版の日本語訳であり日本で初めてのガープスのルールブック『ガープス・ベーシック―汎用RPGルールブック』[1]が販売された。その後、1999年4月に『ガープス・ベーシック完訳版』[2]の出版に伴い富士見書房へ移行した。
- マンチキン - アークライトより日本語版を販売。

一方、日本のカードゲームを英語化して発売した例も1つある。
- キングズ・ブラッド - グループSNE作・富士見書房販売のカードゲーム

SJG社の公式サイトで日本の話題はそれほど多くないが（ブラジルなどの方が多い）、スティーブ・ジャクソンは社の代表として来日したことが少なくとも2回ある。また、日本語版ガープスの販売数は英語版以外のガープスでは最も多いという。

## 主な製品
- ボードゲーム
  - カー・ウォーズ (Car Wars)
  - オーガー (Ogre)
- カードゲーム
  - イルミナティ (Illuminati)
  - イルミナティ・ニューワールドオーダー (Illuminati New World Order, INWO)
  - ハッカー (Hacker)
  - チェズ・ジーク (Chez Geek) シリーズ
  - マンチキン (Munchkin) シリーズ
  - ニンジャバーガー カードゲーム (Ninja Burger Card Game)

- テーブルトークRPG
  - ガープス (GURPS, Generic Universal RolePlaying System)
  - トゥーン (Toon)
  - イン・ノミネ (In Nomine)

- 書籍
  - マーフィーのルール (Murphy's Rules)